# Simulations Publications
Simulations Publications Inc. (SPI) war ein US-amerikanischer Hersteller von Konfliktsimulations-Brettspielen.
1969 gründeten ambitionierte "Wargame"-Spieler in New York die Firma Simulations Publications. James F. Dunnigan übernahm die in finanzielle Schwierigkeiten geratene Zeitschrift „Strategy & Tactics“. Bis zu 30 Spiele pro Jahr wurden veröffentlicht, zumeist in „Strategy & Tactics“. Als weitere Magazine kamen „Moves Magazin“ und 1980 „Ares“ (SF-Spiele) hinzu.
Die Firma pflegte zwei Spielserien: die „Simulation Series Games“ und die „S&T Series Games“. Neben anderen arbeitete der Spieleautor Philip E. Orbanes für den Verlag.
Neben Rollenspielen waren überwiegend KoSims im Programm: Konfliktsimulationsspiele zu historischen oder fiktiven Schlachten oder Kriegen.
Dabei werden  Einheiten, viereckige Papp-Plättchen, auf einer Karte aus sechseckigen (Hex-)Feldern bewegt. Wenn sich gegnerische Einheiten begegnen, wird ein "Kampf" ausgetragen, dessen Ergebnis aus einer Schlachttabelle abgelesen wird.
1982 ging SPI bankrott, ihre Rechte wurden 1983 durch die Firma TSR (Tactical Studies Rules) übernommen. Viele Mitarbeiter gingen jedoch zu Avalon Hill und formten dort die Marke Victory Games. Der Markt für KoSims brach weiter ein und bald war auch TSR am Ende, die Rechte an vielen Spielen übernahm die Firma Decision Games.
Für den deutschsprachigen Raum wurden SPI-Spiele von der 1977 in Düsseldorf gegründeten Firma Fantastic Shop vertrieben, darunter Panzerarmee Afrika, Normandy, Seelöwe und Borodino. Die englischsprachigen Originalspiele wurden mit maschinengeschriebenen und dann kopierten Übersetzungen ergänzt.

## Spieleauswahl
- War in the East
- War in the Pacific
- The Next War
- Commando, ein Rollenspiel
- Panzerarmee Afrika, ein KoSim
- Normandy, ein KoSim
- Seelöwe, ein KoSim
- Borodino, ein KoSim, 1972
- Starforce: Alpha Centauri
- Fulda Gap, 1977[1]
- StarGate, 1979
- War of the Ring
- Berlin ’85, 1980